# Текамак
Текамак (исп. Tecámac)  —   муниципалитет в Мексике, входит в штат Мехико. Население — 287 813 человек.

## История

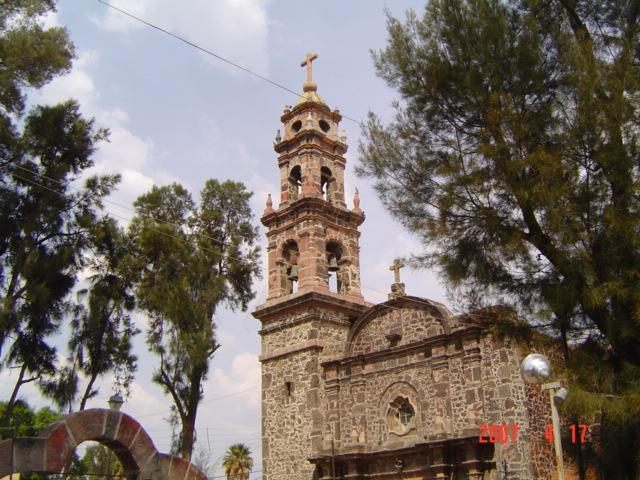
Текамак

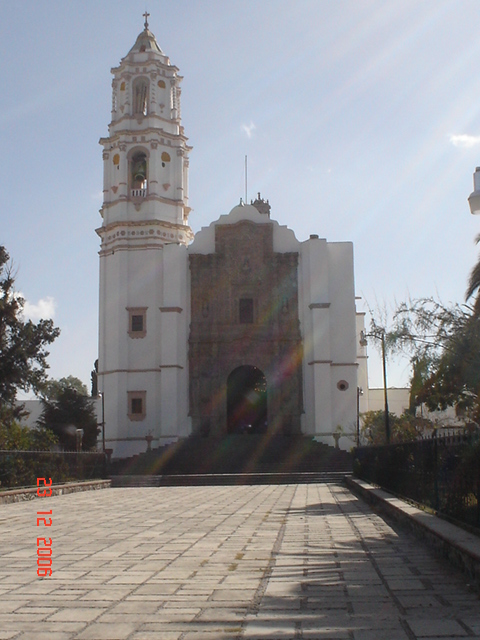
Текамак

Город основан в 1825 году.